# プシコース
D-プシコース (D-psicose, Psi, D-allulose, D-ribo-2-hexulose) は、六炭糖およびケトースに分類される単糖の一種。D-フルクトースの3位のエピマーである。名称はプシコースの初期の名称であるpseudo-fructoseの略記法であるΨ-fructoseから来ている。アルロース (allulose) とも呼ばれる。
当量のスクロース（ショ糖）のわずか0.3%のカロリーしかエネルギーとして利用されないという特徴がある。

## 生成
D-タガトース3-エピメラーゼ (DTE) によりD-フルクトースから大量に合成され、様々な希少糖生産の出発物質となっている。また、食品加工の工程中でサトウキビ搾汁およびスクロース並びにフルクトースから加熱反応で生成される経路が存在している。
水溶液中では異性化を起こし、環状構造との混合物となる（変旋光）。平衡状態に達したときに最も存在比が高いのは、α-フラノース体である。
| D-Psicose         | D-Psicose         | D-Psicose         |
| 構造式            | ハース投影式      | ハース投影式      |
| ----------------- | ----------------- | ----------------- |
|                   | α-D-Psicofuranose | β-D-Psicofuranose |
| α-D-Psicopyranose | β-D-Psicopyranose |                   |

## 機能など

### 植物
この物質を含むことが知られている植物はズイナ属のみである。また、多くの植物の生育を阻害することが知られている。

### 動物
インスリン分泌作用、動脈硬化を防止する作用などが知られている。
砂糖の7割程度の甘味があるが、ほぼエネルギー源とならない。ラットによる動物実験で「食後の血糖値上昇を緩やかにする」、「内臓脂肪の蓄積を抑える」、「動脈硬化になりにくい」といった研究結果が報告されている。しかし、加熱調理によりプシコースが減少することから食後の血糖値上昇抑制作用は影響を受け、非加熱状態と比較して効果が減少することが報告されている。かりんとうなどの高温での調理が行われるものでは、効果がより大きく減少する。
高用量では、線虫C.elegansの成長を阻害する作用も確認されている。